# کارولینا آبوکرکی
کارولینا آبوکرکی (پرتغالی: Carolina Albuquerque؛ زادهٔ ۲۵ ژوئیهٔ ۱۹۷۷) بازیکن والیبال اهل برزیل بود.
از باشگاه‌هایی که در آن بازی کرده‌است می‌توان به باشگاه والیبال اوزاسکو اشاره کرد.